# Golapganj
Golapganj è un sottodistretto (upazila) del Bangladesh situato nel distretto di Sylhet, divisione di Sylhet. Si estende su una superficie di 278,34 km² e conta una popolazione di 229.074 abitanti (dato censimento 1991).